# Los Pouets
Los Pouets és un paratge del terme municipal de Tremp, al Pallars Jussà, dins de l'antic terme ribagorçà de Sapeira.
Està situat a l'esquerra del barranc d'Espills, a la part alta de la vall d'aquest barranc, en un dels contraforts septentrionals del Serrat de la Sarga. És al sud-oest de la Masia de Barravés i al nord-est de Marransó.